# Old Boy (manga)
Pour les articles homonymes, voir Old Boy.
Autre
Old Boy (オールド・ボーイ, Ōrudo Bōi) est un manga écrit par Garon Tsuchiya et dessiné par Nobuaki Minegishi, publié au Japon entre 1996 et 1998 et compilé en huit tomes. La première édition française est sortie chez l'éditeur Kabuto. Une réédition en 4 volumes est disponible chez la maison d'édition française naBan depuis 2020. 
Il s'agit d'une adaptation spirituelle du roman Le Comte de Monte-Cristo d'Alexandre Dumas.[réf. nécessaire]
Il a été adapté en film live par le sud-coréen Park Chan-wook sous le même titre en 2003. L'américain Spike Lee en réalise une nouvelle adaptation en 2013.

## Synopsis
L'histoire d'un homme enlevé et enfermé pendant dix ans (quinze ans dans la version coréenne) de force dans une cellule, sans connaître la raison de ce rapt. C'est alors que sans raison, ses geôliers le libèrent. L'homme ne se donnera qu'un seul objectif : trouver les responsables de son enlèvement.

## Personnages
- Shin'ichi Goto

Il s'agit du personnage principal de l'histoire ; après avoir été emprisonné pendant 10 ans, il cherche à en connaître les raisons.
- Eri

Une jeune femme qui rencontre par hasard Goto à son lieu de travail et qui deviendra la petite-amie de ce dernier.
- Takaaki Kanikuma

Le méchant de l'histoire, et également un camarade de classe de primaire de Goto. Également connu sous le pseudonyme de Dojima.
- Yukio Kusama

Écrivaine et ancienne professeure de primaire de Goto et Kanikuma.

## Prix et récompenses
- 2007 : Prix Eisner de la meilleure édition américaine d'une œuvre internationale (Japon)

### Documentation
- Paul Gravett (dir.), « De 1990 à 1999 : Old Boy », dans Les 1001 BD qu'il faut avoir lues dans sa vie, Flammarion, 2012 (ISBN 2081277735), p. 662.